# Linea 3 (metropolitana di Bilbao)
La linea 3 della metropolitana di Bilbao collega la stazione di Kukullaga con quella di Matiko. Conta con 7 stazioni.
La linea 3 è indicata con il colore fucsia.

## Storia
L'8 aprile 2017 è stato inaugurato il primo tratto della linea, comprendente 7 stazioni tra Kukullaga e Matiko.

## Stazioni
Nell'elenco che segue, a fianco di ogni stazione, sono indicate le interconnessioni possibili.
| Stazione                | Interscambio                      |
| ----------------------- | --------------------------------- |
| Kukullaga               |                                   |
| Otxarkoaga              |                                   |
| Txurdinaga              |                                   |
| Zurbaranbarri           |                                   |
| Zazpikaleak/Casco Viejo | Euskotren Trena Euskotren Tranbia |
| Uribarri                |                                   |
| Matiko                  |                                   |